# سرگئی موسسیان (زیست‌شناس)
سرگئی هوهانسی موسسیان (ارمنی: Սերգեյ Հովհաննեսի Մովսեսյան؛ زادهٔ ۲۰ دسامبر ۱۹۲۸) یک انگل‌شناس، دام‌پزشک و استاد اهل ارمنستان است.

## زندگی‌نامه
در ۲۰ دسامبر ۱۹۲۸ در متسشن به دنیا آمد و از انستیتو دام‌پروری و دام‌پزشکی ایروان (۱۹۵۱) و انستیتو تمام‌اتحایه کرم‌انگل‌شناسی اسکریابین (۱۹۶۲) فارغ‌التحصیل شد. وی عضو فرهنگستان ملی علوم ارمنستان است. وی همچنین برنده نشان دوستی، مدال نقره نمایشگاه دستاوردهای اقتصاد ملی، جایزه اسکریابین و دانشمند شایسته جمهوری ارمنستان (۲۰۱۳) شده است.

## یادداشت
1. ↑  կենսաբանական գիտությունների դոկտոր
2. ↑  Կ․ Սկրյաբինի անվան հելմինթոլոգիայի համամիութենական ինստիտուտ
3. ↑  parasitologist
4. ↑  անասնաբույժ
5. ↑  ԺՏՆՑ արծաթե մեդալ
6. ↑  Կ. Ի. Սկրյաբինի անվան մրցանակ